# Street Survivors
Street Survivors ist das fünfte Studioalbum der Rockband Lynyrd Skynyrd. Es erschien im Oktober 1977 via Music Corporation of America.

## Hintergrund
Nach dem sehr erfolgreichen Album One More from the Road befanden sich Lynyrd Skynyrd in ihrer kommerziell erfolgreichsten Phase. Die Gruppe begann die Aufnahmen zu Street Survivors zusammen mit Tom Dowd in den Criteria Studios in Miami im April 1977. Aufgrund von Differenzen, die während der Abmischung der Lieder entstanden, kam es nicht zu einer abschließenden Einigung, da die Gruppe Konzertverpflichtungen nachkommen musste. Später fanden dann im Studio One in Doraville, Georgia weitere Aufnahmen statt. Diese jedoch ohne Dowd, der zu dieser Zeit mit Rod Stewart arbeitete und Barry Rudolph um Aushilfe bat. Mit Rudolph wurde Honky Tonk Night Time Man, That Smell und You Got That Right neu aufgenommen. Nachdem auch dieser Ersatz nach einer Woche die Gruppe verlassen musste, wurden die abschließenden Arbeiten von Ronnie Van Zant und den beiden Technikern Rodney Mills und Kevin Elson vorgenommen. Aus diesem Grund wurde auf dem Cover von 1977 keine Produzententätigkeit von Dowd angegeben. One More Time stellt hier eine Ausnahme dar, da es bereits früher mit einer leicht anderen Bandbesetzung und Jimmy Johnson und Tim Smith als Produzenten in den Muscle Shoals Sound Studios aufgenommen worden war. Street Survivors wurde am 17. Oktober 1977 veröffentlicht. Nur drei Tage später wurden Ronnie Van Zant, Steve Gaines und dessen Schwester Cassie Gaines bei einem Flugzeugabsturz getötet sowie weitere Bandmitglieder schwer verletzt. Es bleibt daher das letzte Studioalbum mit Van Zant und das einzige an dem Gaines beteiligt war. Das Plattencover zeigte ursprünglich die Bandmitglieder vor einem urbanen, in Flammen stehenden Hintergrund. Aufgrund des Flugzeugunglücks wurde es von der Plattenfirma gegen ein Bild der Gruppe vor einem schlichten, schwarzen Hintergrund ausgetauscht, das bereits bei der ersten Fassung in kleinerem Format auf der Rückseite gezeigt worden war. Die ursprünglichen Aufnahmen aus den Criteria Studios in Miami wurden später auf der Deluxe Edition von 2008 veröffentlicht.

## Titelliste
1. What’s Your Name (Gary Rossington, Ronnie Van Zant) – 3:30
2. That Smell (Allen Collins, Ronnie Van Zant) – 5:47
3. One More Time (Gary Rossington, Ronnie Van Zant) – 5:03
4. I Know a Little (Steve Gaines) – 3:26
5. You Got That Right (Steve Gaines, Ronnie Van Zant) – 3:44
6. I Never Dreamed (Steve Gaines, Ronnie Van Zant) – 5:21
7. Honky Tonk Night Time Man (Merle Haggard) – 3:59
8. Ain’t No Good Life (Steve Gaines) – 4:36

Die 2001 CD-Neuveröffentlichung enthält als Bonustracks Georgia Peaches und Sweet Little Missy, die beide schon auf dem Album Legend veröffentlicht wurden. Zusätzlich das Lied Jacksonville Kid vom Album Collectybles und zwei bisher unveröffentlichte Versionen von You Got That Right und I Never Dreamed.
Die CD Deluxe Edition von 2008 enthält neben dem Originalalbum und den Lieder der 2001 CD-Neuveröffentlichung noch weitere alternative Versionen der im Album enthaltenen Tracks. Außerdem wurden noch fünf Liveaufnahmen vom August 1977 vorgestellt.

## Besetzung
- Ronnie Van Zant – Gesang
- Steve Gaines – Gitarre, Hintergrundgesang, Gesang auf Ain’t No Good Life und You Got That Right
- Allen Collins – Gitarre
- Gary Rossington – Gitarre
- Billy Powell – Keyboards
- Leon Wilkeson – Bass, Hintergrundgesang
- Artimus Pyle – Schlagzeug
- The Honkettes (JoJo Billingsley, Cassie Gaines, Leslie Hawkins) – Hintergrundgesang auf That Smell

Beim Lied One More Time sind am Bass Greg Walker, am Schlagzeug Rickey Medlocke, an der Gitarre Ed King und Leslie Hawkins, Ricky Medlocke und Tim Smith als Hintergrund-Sänger zu hören.

## Charterfolge
Das Album erreichte Platz 5 der Billboard 200. Die Single You Got That Right belegte Platz 69 und What’s Your Name Platz 13 der Billboard Hot 100. Street Survivors wurde bereits zehn Tage nach der Veröffentlichung im Oktober 1977 mit Gold, im Dezember 1977 mit Platin und im Juli 1987 mit Doppel-Platin von der RIAA ausgezeichnet.

## Rezeption
- Musikjournalist Robert Christgau schrieb, dass jede Schallplattenseite mit zwei sehr starken Liedern beginnen würde und die beiden schwächeren Songs mit jedem Hören an Ausstrahlung gewännen. Der Tod von Van Zant sei beklagenswert, da man erahnen könnte wie viel gute Musik noch von ihm gekommen wäre. In der Bewertung vergab er ein A.[13]
- Auf AllMusic schrieb Stephen Thomas Erlewine, dass Street Survivors ein bedingungsloser Triumph wäre, der den Status der Band als große Southern-Rockband bestätigt hätte. Das Album wäre ein Beleg für die einzigartige Größe der Gruppe, die hier aufgrund des Flugzeugunglücks zum letzten Mal in ihrer ursprünglichen Formation auftreten würde. Er vergab in der Bewertung viereinhalb von fünf Sternen.[14]
- Im Rolling Stone schrieb Brian Hiatt anlässlich der Veröffentlichung der Deluxe Edition, dass Street Survivors das am sorgfältigsten gemachte und darum einheitlichste Album der Gruppe wäre. Auch ohne die Resonanz anlässlich der Tragödie hätte es That Smell in den Bandkatalog geschafft. In der Bewertung vergab er dreieinhalb von fünf Sternen.[15]